# Тім Філліпс (плавець)
Тім Філліпс (англ. Tim Phillips; нар. 30 листопада 1990) — американський плавець.
Чемпіон світу з водних видів спорту 2015, 2017 років.
Переможець літньої Універсіади 2011 року.